# Claudio Borghi
Claudio Daniel Borghi Bidos (* 28. září 1964 Castelar) je bývalý argentinský fotbalista. Nastupoval většinou na postu záložníka.
S argentinskou reprezentací vyhrál mistrovství světa v Mexiku roku 1986.. V národním mužstvu odehrál 9 utkání, v nichž vstřelil jeden gól.
S klubem Argentinos Juniors vyhrál Pohár osvoboditelů 1985. S Juniors získal též dva tituly mistra Argentiny (1984, 1985).
Po skončení hráčské kariéry se stal fotbalovým trenérem. Roku 2006 byl vyhlášen nejlepším trenérem jižní Ameriky.